# Симеон Кръстев (революционер)
Симеон Кръстев (Кръстьов) Ценов Арнаудов е български революционер, четник на Хаджи Димитър.

## Биография
Роден е през 1846 година в Етрополе, в семейството на Кръстю Ценов(ич) Арнаудов (1806 -     ) и Гена хаджи Христова (1814 -        ) , табак (кожар). Негов братовчевд е свещеник Михаил Арнаудов|. Симеон живее дълги години в Плоещ, където има кантора за търговия с обработени кожи. Притежава и работилница за обработка на кожи. Неговите дядо и баба Цено и Дана се преселват от Македония в Етрополе.
Когато разбира от хъшовете в Плоещ, че се сформира чета на Хаджи Димитър, Симеон се включва в нея. Набързо разпродава почти цял шлеп с необработени кожи, получени от баща му и чичо му. Продава и работилницата си с инвентара. С получените пари са купени 10 четнически униформи, 10 пушки, 10 револвера, муниции за тях и друго снаряжение.
Симеон Кр. Арнаудов (20 г.) и Александър Василев (18 г.) са най-младите участници в четата на Х. Димитър и Стефан Караджа.
Той загива в местността Дълги дол, близо до село Вишовград, между 8/10 юли 1868 година и е увековечен на паметника мемориал на Хаджи Димитър и неговата чета.
Потомък на тази род е Юлиан Ангелов, организационен секретар на ВМРО-БНД.
- Паметник на четата на Стефан Караджа и Хаджи Димитър в Дълги дол
- Маршрут на четата. На картата е посочена и местността Дълги дол, където е загинал Симеон Кръстев
- Боен път на четата на Хаджи Димитър
- Родословие на рода Арнаудови от Етрополе
- Името на Симеон Кръстев върху паметника